# China Glory-Mentech Continental Cycling Team
China Glory-Mentech Continental Cycling Team is een Chinese wielerploeg. Het team werd in 2022 opgericht en komt uit in de continentale circuits van de UCI.

## Ploegnamen
| Jaar            | Naam                                                                              | UCI-code |
| --------------- | --------------------------------------------------------------------------------- | -------- |
| 2022-2023 2024- | China Glory Continental Cycling Team China Glory-Mentech Continental Cycling Team | CGC      |

## Ploegleiding
| Voormalig Amaël Moinard (2022) Maarten Tjallingii (2022) Jérôme Coppel (2022-2023) Feng Han (2022-2023) Leonardo Canciani (2023-2024) | 2025 Lionel Marie (2022-) Emma Descayre (2025-) Daniil Fominykh (2025-) Vincent Terrier (2025-) |

## Bekende (oud-)renners
| Voormalig Sean Bennett (2022) Etienne van Empel (2022) Reinier Honig (2022) Matteo Malucelli (2022) Hayden Strong (2022) James Piccoli (2023) Julien Trarieux (2023-2024) Reinardt Janse van Rensburg (2024) Ma Binyan (2024) | 2025 Willie Smit (2022-) Lucas De Rossi (2022-) Xianjing Lyu (2022-) Jevgenıı Gıdıch (2025-) Igor Tsjzjan (2025-) Norman Vahtra (2025-) |

## Renners 2025
| Naam            | Nationaliteit | Geboortedatum     | Ploeg 2024                                        |
| --------------- | ------------- | ----------------- | ------------------------------------------------- |
| Sun Changsheng  | China         | 30 november 2002  |                                                   |
| Kam Chin Pok    | Macau         | 8 maart 2003      | Huansheng-SCOM-Taishan Sport Cycling Team         |
| Lucas De Rossi  | Frankrijk     | 16 augustus 1995  |                                                   |
| Teng Geng       | China         | 13 februari 1999  |                                                   |
| Jevgenıı Gıdıch | Kazachstan    | 19 mei 1996       | Astana Qazaqstan Team                             |
| Ma Haojun       | China         | 27 juli 2005      |                                                   |
| Yu Jiaqing      | China         | 5 augustus 2004   |                                                   |
| Zhang Rongqi    | China         | 1 augustus 2006   |                                                   |
| Willie Smit     | Zuid-Afrika   | 29 december 1992  |                                                   |
| Igor Tsjzjan    | Kazachstan    | 2 oktober 1999    | Astana Qazaqstan Team                             |
| Norman Vahtra   | Estland       | 23 november 1996  | Van Rysel-Roubaix                                 |
| Lyu Xianjing    | China         | 2 februari 1998   |                                                   |
| Teng Yun        | China         | 13 februari 1999  | Pingtan International Tourism Island Cycling Team |
| Li Yuheng       | China         | 6 januari 2002    | Shenzhen Xidesheng Cycling Team                   |
| Shen Yutao      | China         | 19 september 2000 |                                                   |
| Li Zhen         | China         | 17 juli 2002      |                                                   |

## Overwinningen
2023
Alanya CUP: Willie Smit
3e etappe Ronde van Sakarya: Xianjing Lyu
3e etappe Ronde van Huangshan: Julien Trarieux
Eindklassement Ronde van Huangshan: Julien Trarieux
1e etappe Ronde van het Poyangmeer: Xianjing Lyu
Eindklassement Ronde van het Poyangmeer: Xianjing Lyu
3e etappe Ronde van Hainan: James Piccolo
2024
Grand Prix Antalya Airport City: Binyan Ma
Grand Prix Apollon Temple: Binyan Ma
Eindklassement Ronde van Alanya: Julien Trarieux
Grand Prix Syedra Ancient City: Xianjing Lyu
1e etappe Ronde van Sakarya: Willie Smit
2e etappe Ronde van Sakarya: Xianjing Lyu
Eindklassement Ronde van Sakarya: Willie Smit